# Setodes dehensurae
Setodes dehensurae är en nattsländeart som beskrevs av Cakin och Malicky 1983. Setodes dehensurae ingår i släktet Setodes och familjen långhornssländor. Inga underarter finns listade i Catalogue of Life.